# Pyrausta conistrotalis
Pyrausta conistrotalis là một loài bướm đêm trong họ Crambidae.